# 네만 (도시)

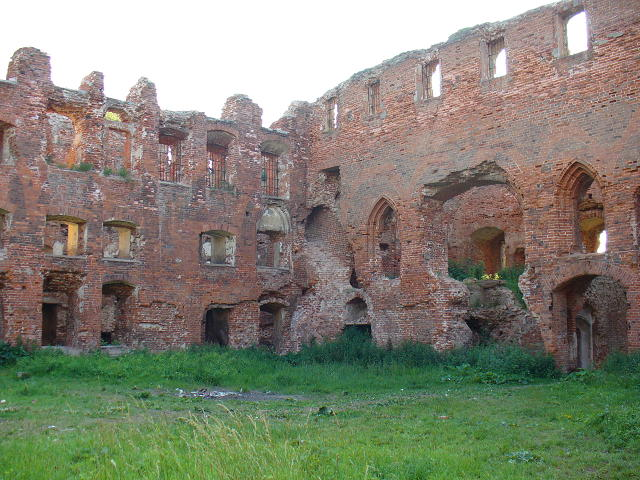

네만(러시아어: Не́ман, 독일어: Ragnit 라그니트[*], 리투아니아어: Ragainė, 폴란드어: Ragneta)은 러시아 칼리닌그라드주 네만스키 군에 속해 있는 도시이다. 네만강 남안(南岸)에 있으며 리투아니아와 국경을 접한다. 인구는 11,798명(2010년)이다.
1288년에 지어졌다. 1945년까지는 독일령 동프로이센의 도시였다. 1946년까지는 라그니트였으며, 라그니트 군(1922년 이후 틸지트-라그니트 군)의 군청 소재지였다.